# Craig Ziadie
Craig Andrew Ziadie (* 20. September 1978 in Pembroke Pines, Florida, USA) ist ein ehemaliger US-amerikanisch-jamaikanischer Fußballspieler auf der Position eines Abwehrspielers. 
In seiner von 2001 bis 2004 dauernden Profilaufbahn spielte er für die beiden MLS-Franchises D.C. United und MetroStars. Zudem war er von 2002 bis 2004 Stammspieler der Nationalmannschaft seines Heimatlandes und kam so zu 26 Länderspieleinsätzen.

## Karriere

### High School und College
Der in Pembroke Pines, FL geborene Ziadie wuchs in Jamaika auf und besuchte dort ab 1993 die Norman Manley High School in der Hauptstadt Kingston. Nach seinem dortigen Abschluss trat er im Jahre 1997 die Rückkehr in sein Geburtsland an, wo er ein Studium an der University of Richmond in Richmond, Virginia begann und gleichzeitig für deren Herrenfußballteam aktiv war. In seiner Collegezeit war außerdem für das ehemalige PDL-Franchise Palm Beach Pumas, in der Viertklassigkeit, aktiv. Während seiner Zeit im Universitätsfußballteam wurde Ziadie drei Mal in die All-CAA-Auswahl gewählt und war zudem in seinem Senior-Jahr 2000 CAA-Spieler des Jahres. Bei den Richmond Spiders, so der Spitzname des Collegesportteams, avancierte Ziadie während seiner dortigen Zeit zu einem Spielmacher und war des Weiteren zum Ende seiner dortigen Karriere hin sogar als Kapitän der Mannschaft aktiv.
Neben einigen Nominierungen und Aufnahmen in verschiedene Auswahlen feierte Ziadie mit der Wahl zum CAA-Spieler des Jahres 2000 und den drei Aufnahmen in die All-CAA-Auswahl seine größten Collegeerfolge. In seinem ersten Jahr an der Uni kam der jamaikanischstämmige Defensivakteur in allen 19 Meisterschaftsspielen von Beginn an zum Einsatz. Auch in den Folgejahren war der Sweeper fixer Bestandteil des Teams und kam in seinem Abschlussjahr ebenfalls in 19 Partien für die Spiders zum Einsatz.

### Draft zu D.C. United
Anfang 2001 wurde Ziadie in der dritten Runde des MLS SuperDraft 2001 als 28. Pick zu D.C. United gedraftet. Etwas später sicherten sich die Richmond Kickers, die ihren Spielbetrieb damals noch in der zweitklassigen USL First Division hatten, ebenfalls noch den Draftplatz von Ziadie, falls dieser nicht von D.C. United unter Vertrag genommen werden sollte. Zu seinem Profidebüt kam Ziadie am 7. April 2001 bei einem 3:2-Erfolg über die Kansas City Wizards. In seinem ersten Jahr beim MLS-Franchise aus dem US-Bundesstaat Kansas kam der junge Verteidiger auf eine Bilanz von 18 Meisterschaftsspielen, von denen er in 13 gleich vom Start an dabei war und über die Saison hinweg insgesamt drei Torvorlagen machte. Aufgrund einer Oberschenkelverletzung fiel er die letzten vier Spiele in der MLS aus. Da er in seiner ersten Saison bereits so gute Leistungen brachte, wurde er erstmals zu einem Spiel der jamaikanischen Nationalmannschaft eingeladen. Doch Ziadie lehnte die Einladung ab, da er vorerst immer noch Hoffnungen hatte, dass ihn der damalige US-Nationalteamtrainer Bruce Arena für das A-Nationalteam der USA nominieren könnte.

### Spielertausch mit den MetroStars
Nachdem er zur Spielzeit 2002 nur in einem Ligaspiel zum Einsatz gekommen war, wurde Ziadie Anfang Mai 2002 zusammen mit seinem Teamkollegen Mark Lisi für Petter Villegas und Orlando Perez zu den damaligen MetroStars transferiert. Zu seinem Teamdebüt kam der damals 23-Jährige bei einer 1:2-Auswärtsniederlage gegen die San José Earthquakes, als er in der 72. Spielminute für den gleichaltrigen Liberianer Sam Forko auf das Spielfeld kam. Bei den MetroStars fand der Abwehrspieler sofort Anschluss und schaffte es rasch in den Startkader der Quakes, für die er in der Saison 2002 in insgesamt 20 Ligaspielen zum Einsatz kam und dabei in 18 Partien von Beginn an am Rasen stand. Weiters kam er zu zwei Einsätzen im Lamar Hunt U.S. Open Cup des Jahres 2002, in dem die MetroStars bis ins Viertelfinale kamen und dort gegen die Columbus Crew mit 1:2 ausschieden.
Auch in der Saison 2003 stand Ziadie die meiste Zeit über in der Startformation der MetroStars und kam so auf eine Bilanz von 22 Ligaauftritten. Im Spieljahr 2003 gelang ihm auch sein erster und gleichzeitig einziger Profiligatreffer in seiner Karriere. Beim 2:1-Heimsieg über die Colorado Rapids gab er zuerst in der 51. Spielminute den Assist für Clint Mathis Kopfballtreffer und erzielte selbst nur elf Minuten später den alles entscheidenden 2:1-Siegtreffer. Neben den 22 Ligapartien kam der 1,78 m große Abwehrspieler auch in einer Playoff-Begegnung sowie in zwei Spielen des Lamar Hunt U.S. Open Cup 2003 zum Einsatz, in dem es die MetroStars bis ins Finale des Bewerbs schafften und erst dort mit 0:1 gegen Chicago Fire verloren. Im Spieljahr 2004 brachte es Ziadie nochmal auf 15 Ligaeinsätze (+ zwei Assists) sowie einen Einsatz in den Playoffs und wurde über den MLS Expansion Draft 2004 zum CD Chivas USA gedraftet.

### Karriereende und Leben danach
Da er dort jedoch keinen Vertrag angeboten bekam, wurde er nur kurz darauf vom Verein entlassen und war fortan vereinslos. Als er seine offizielle Karriere als Fußballspieler beendete, meinte der jamaikanischstämmige Ziadie, dass er sich Gedanken über die Verdienstmöglichkeiten in der Major League Soccer gemacht hätte, und dass die rund 40.000 US-Dollar, die er im Jahr verdiente, nicht genug Anreiz für ihn waren, seine aktive Karrieres als Profispieler fortzusetzen. Nach dem Karriereende als Profi spielte Ziadie in verschiedenen lokalen Hobby- und Amateurfußballligen in Florida und stieg beruflich ins Immobiliengeschäft und speziell in die Immobilienbewertung ein.
Im Jahre 2008 stand Craig Ziadie kurz vor seiner Rückkehr in den Profifußball, als er beim Camp von Real Salt Lake in Florida einige Probetrainingseinheiten und -spiele absolvierte. Obwohl er zwar konditionell noch mit den MLS-Spielern mithalten konnte, ihm jedoch einiges an Spielpraxis fehlte und er privat ebenfalls nur wenig Zeit hatte, da seine Frau zu dieser Zeit schwanger war. Dies war auch der Grund, warum er oftmals das Trainingscamp verlassen musste, um zu seiner Gattin fahren zu können. Als zur gleichen Zeit auch Ziadies Sohn geboren wurde, machte das die Situation nicht einfacher, woraufhin der ehemalige Abwehrspieler beschloss, das Comeback in den Profifußball an den Nagel zu hängen.

### International
Wie schon sein Vater und seine beiden Brüder spielte auch Craig Ziadie für jamaikanische Fußballnationalmannschaft. Nachdem er schon in seiner ersten Profisaison bei D.C. United zu einem Länderspiel von Jamaika eingeladen wurde, um dort vielleicht sogar zu spielen, lehnte es der US-amerikanisch-jamaikanische Doppelstaatsbürger vorerst ab für das Heimatland seiner Eltern anzutreten, nur um die Chance zu wahren, ins US-amerikanische Nationalteam berufen zu werden. Im Oktober 2002 nahm er ein neuerliches Angebot der Jamaikaner an und gab so am 16. Oktober 2002 sein A-Mannschaftsdebüt, als er beim 1:1-Remis in einem freundschaftlichen Länderspiel gegen Japan. Weiters kam er zu drei Länderspielauftritten während des CONCACAF Gold Cups 2003 in den USA sowie zu sechs Einsätzen bei all den sechs Gruppenspielen Jamaikas in der dritten Runde der Qualifikation zur WM 2006. Insgesamt absolvierte er für das Heimatland seiner Eltern in den Jahren 2002 bis 2004 26 Länderspiele.

## Erfolge

### University of Richmond
- 1× CAA-Spieler des Jahres 2000
- 3× in der All-CAA-Auswahl

### MetroStars
- 1× Lamar-Hunt-U.S.-Open-Cup-Finalist: 2003

## Familie / Privates
Craig Ziadie wuchs in einer sportbegeisterten Familie auf. Bereits sein 1986 verstorbener Vater, Dennis Ziadie, war aktiver Fußballspieler und Ende der 60er Jahre bei den Boston Beacons in der North American Soccer League (NASL) im Einsatz. Daneben waren auch Craigs ältere Brüder Chris und Nick Ende der 80er bzw. Anfang der 90er für das Collegefußballteam der Columbia University aktiv und feierten dort einige Erfolge. Daneben spielten beide noch Fußball in Jamaika und waren Teil der jamaikanischen Jugendauswahlen bzw. des A-Nationalteams. Der ehemalige US-amerikanische Nationalspieler und Profiakteur Mark Chung ist ein Cousin Ziadies.
Im Februar 2008 wurde Ziadie Vaters eines Sohnes. Bis heute (2010) hat/hatte Craig Ziadie seinen Hauptwohnsitz bereits in vier verschiedenen US-amerikanischen Städten, in Pembroke Pines (Florida), Miramar (Florida), Hoboken (New Jersey) und Hyattsville (Maryland).